# Coremas (ort)
Coremas är en ort i Brasilien.   Den ligger i kommunen Coremas och delstaten Paraíba, i den östra delen av landet, 1 500 km nordost om huvudstaden Brasília. Coremas ligger 218 meter över havet och antalet invånare är 11 897. Den ligger vid sjön Açude Coremas.
Terrängen runt Coremas är huvudsakligen platt. Coremas ligger nere i en dal. Runt Coremas är det ganska glesbefolkat, med 39 invånare per kvadratkilometer.. Det finns inga andra samhällen i närheten.
Omgivningarna runt Coremas är huvudsakligen savann.